# Janet Jackson-diszkográfia
Janet Jackson amerikai énekesnő diszkográfiája.

## Albumok és a róluk megjelent kislemezek
- Janet Jackson (1982)
  - Young Love (1982)
  - Come Give Your Love to Me (1983)
  - Say You Do (1983)
  - Don’t Mess Up This Good Thing (1983)
  - Love and My Best Friend (1983)
- Dream Street (1984)
  - Don’t Stand Another Chance (1984)
  - Fast Girls (1984)
  - Two to the Power of Love (1985)
- Control (1986)
  - What Have You Done for Me Lately (1986)
  - Nasty (1986)
  - When I Think of You (1986)
  - Control (1986)
  - Let’s Wait Awhile (1987)
  - The Pleasure Principle (1987)
  - Funny How Time Flies (When You’re Having Fun) (1987)
- Control – The Remixes/More Control (remixalbum; 1987)
- Rhythm Nation 1814 (1989)
  - Miss You Much (1989)
  - Rhythm Nation (1989)
  - Escapade (1990)
  - Alright (1990)
  - Come Back to Me (1990)
  - Black Cat (1990)
  - Love Will Never Do (Without You) (1990)
  - State of the World (1991)
- janet. (1993)
  - That’s the Way Love Goes (1993)
  - If (1993)
  - Again (1993)
  - Because of Love (1994)
  - Any Time, Any Place (1994)
  - Throb (1994)
  - You Want This (1994)
  - Whoops Now (1995)
  - What’ll I Do (1995)
- Janet.Remixed (1995)
- Design of a Decade 1986/1996 (válogatásalbum; 1995)
  - Runaway (1995)
  - Twenty Foreplay (1996)
- The Velvet Rope (1997)
  - Got ‘til It’s Gone (1997)
  - Together Again (1997)
  - I Get Lonely (1998)
  - Go Deep (1998)
  - You (1998)
  - Every Time (1998)
- All for You (2001)
  - Doesn’t Really Matter (2000)
  - All for You (2001)
  - Someone to Call My Lover (2001)
  - Son of a Gun (I Betcha Think This Song Is About You) (2001)
  - Come On Get Up (2002)
- Damita Jo (2004)
  - Just a Little While (2004)
  - I Want You (2004)
  - All Nite (Don’t Stop) (2004)
  - R&B Junkie (2004)
- 20 Y.O. (2006)
  - Call on Me (2006)
  - So Excited (2006)
  - Enjoy (2007)
  - With U (2007)
- Discipline (2008)
  - Feedback (2007)
  - Rock with U (2008)
  - LUV (2008)
  - Can’t B Good (2008)
- The Best (válogatásalbum; az USA-ban Number Ones címen; 2009)
  - Make Me (2009)
- Unbreakable (2015)
  - No Sleeep (2015)
  - Burnitup! (2015)

## Vendégszereplések és más kislemezek
- Start Anew (1985)
- Diamonds (Herb Alpert feat. Janet Jackson; 1987)
- Making Love in the Rain (Herb Alpert feat. Janet Jackson & Lisa Keith; 1987)
- The Best Things in Life Are Free (Janet Jackson & Luther Vandross; 1992)
- Scream (Michael Jackson & Janet Jackson; 1995)
- Luv Me, Luv Me (Shaggy feat. Janet Jackson; 1998)
- Girlfriend/Boyfriend (Blackstreet feat. Janet Jackson; 1999)
- What’s It Gonna Be?! (Busta Rhymes feat. Janet Jackson; 1999)
- Ask for More (Pepsi-reklámdal, 1999)
- Feel It Boy (Beenie Man feat. Janet Jackson; 2002)
- Don’t Worry (Chingy feat. Janet Jackson; 2005)
- Nothing (a Why Did I Get Married Too? filmzenealbumról, 2010)

## Videókazetták, DVD-k
Lásd a Janet Jackson-videográfia cikkben